# 那須野が原

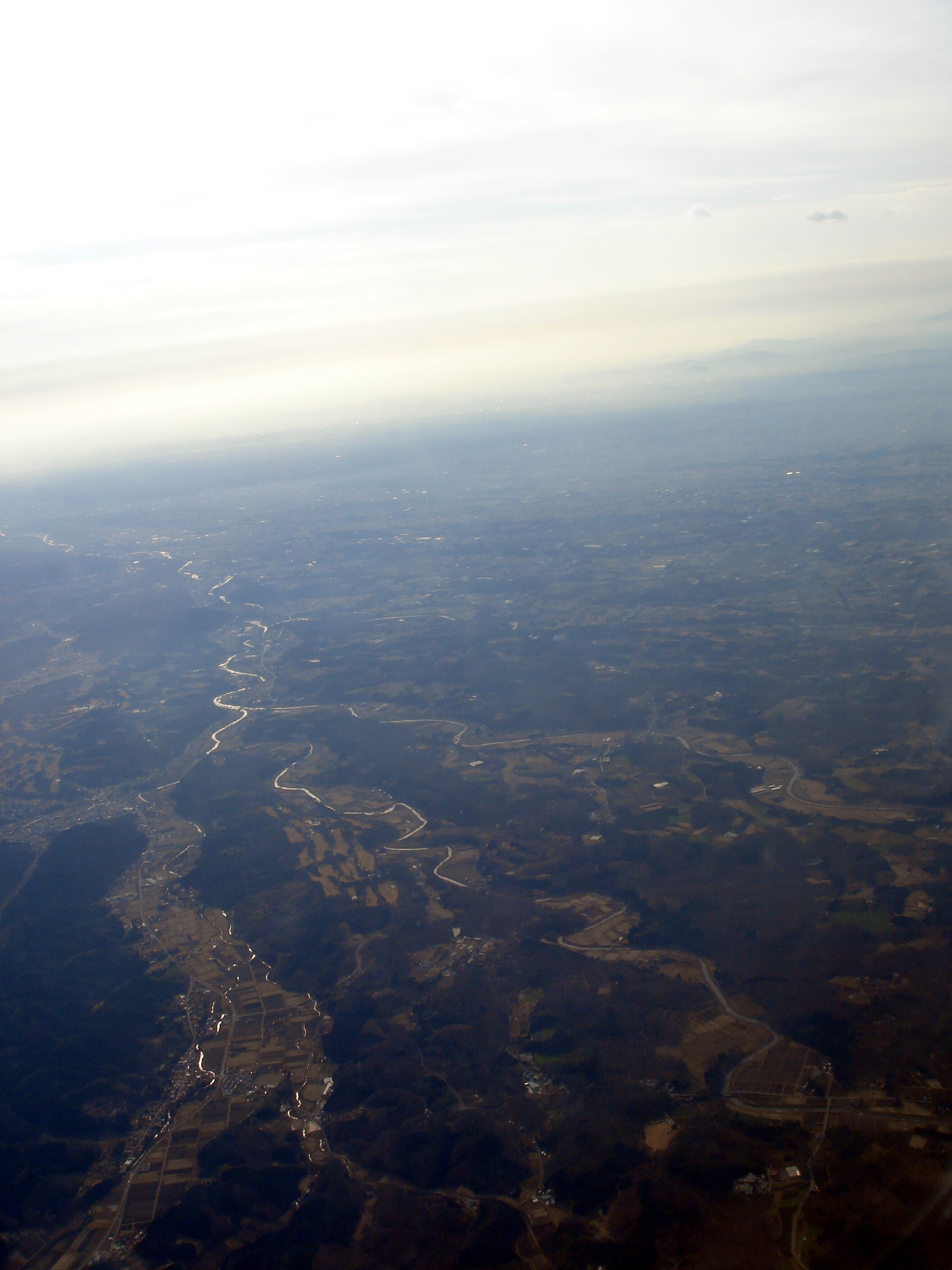
那須野が原と那珂川及びその支流

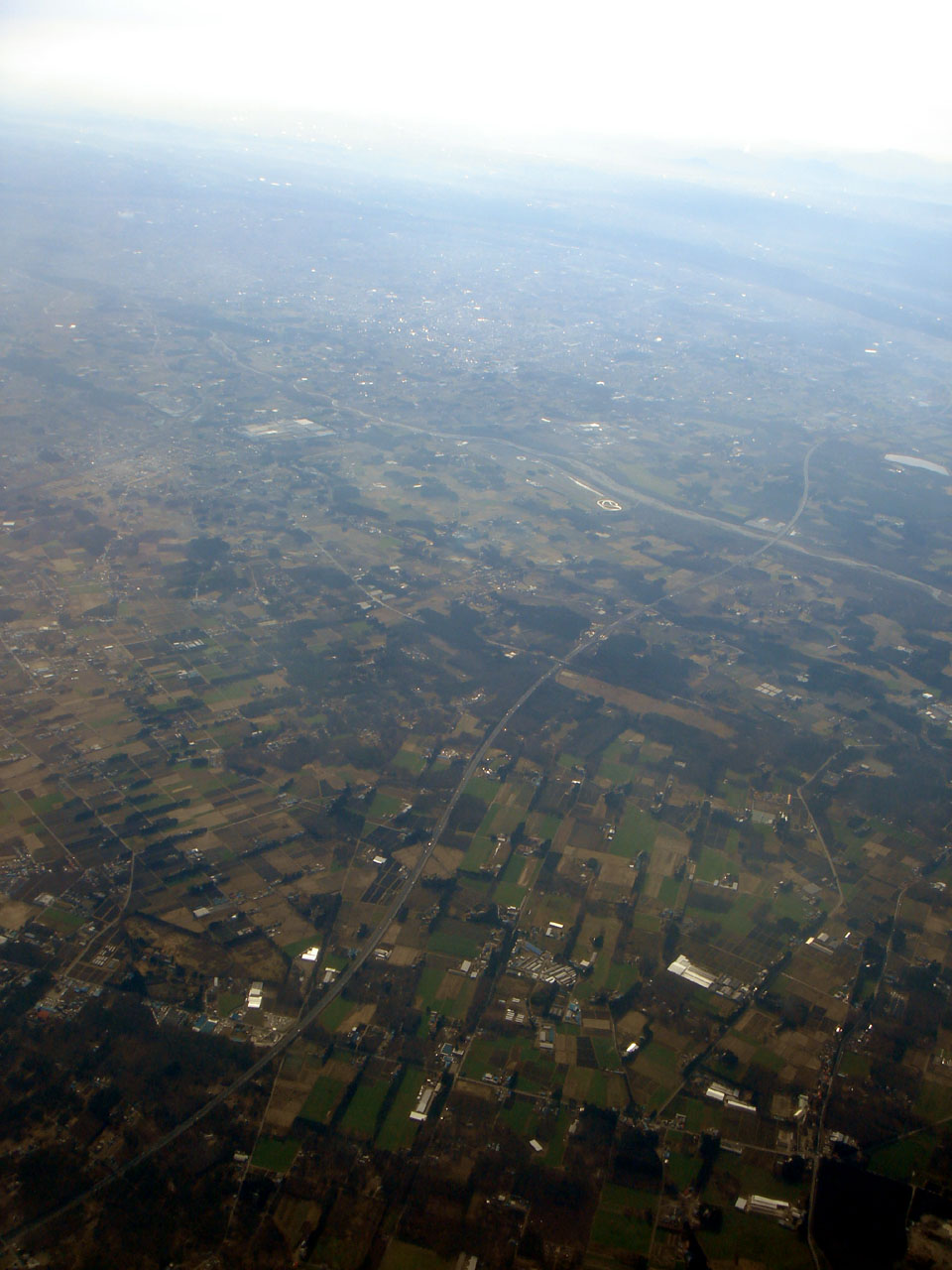
那須野が原と水無川の蛇尾川

那須野が原（なすのがはら）は、栃木県北部の那須地域にある広大な複合扇状地。那須連山、大佐飛山地山麓部から箒川と那珂川の合流部にかけて広がる標高150 - 500m程度の緩やかに傾斜した台地で、那須野ヶ原台地とも呼ばれる。日本三大疏水の一つに数えられる那須疏水が流れる。「那須野ヶ原」とも表記される。

## 概要
北は那珂川、南は箒川により区切られている。中央に扇状地特有の水無川の熊川、蛇尾川（さびがわ）が流れる。形状は木の葉のような形をしており、蛇尾川の那須野が原への流入口を木の葉の枝と例えると、木の葉の先端は箒川と那珂川が合流する大田原市の佐良土になる。距離にしておよそ30km、木の葉の巾の部分は国道4号が通過する大田原市野崎の箒川から那須塩原市那珂川晩翠橋までの約20kmである。広さは約4万ha（400km2）で、日本でも最大級の扇状地と考えられる。
広義には那珂川以北の那須高原を含む、箒川から福島県境までの7万haの平地を指すこともある。広義の那須野が原については「那須」を参照。歌枕として、「那須の篠原」とも言われる。
もののふの 矢並つくろふ 籠手の上に 霰たばしる 那須の篠原—源実朝、『金槐和歌集』の677

## 地質
扇状地である那須野が原は、地表から30 - 50cmより下は砂礫層となっており、どこでも少し地面を掘るだけで大量の石が出る。河川はこの砂礫層に浸透してしまうため、大雨の時以外には表層を流れない。
- 栃木県那須扇状地における地下水と河川水の交流 - 大田原市 (PDF)

## 開拓
現大田原市以西那須連峰山麓部までの一帯は、伏流となる河川が多く、井戸も湧出させるまでに数十 - 100m以上を掘削する必要がある。また北側の那珂川は水量こそ豊富であるものの深い谷底を流れ、南側の箒川もまた扇状地の最も低くなっている場所を流れているため、ここから田畑へと水を引くことができない。蟇沼用水や木ノ俣用水のように小規模な用水路が引かれることもあったものの、那須野が原では広範囲に砂礫層が堆積しているため、保水力が弱く水田や用水路から水が地中へと浸透してしまう。また地面を耕せば大量に石が出るため、農作業には柄が短く頑丈に作られた特別な鍬を必要とした。
このように那須野が原は元々水資源に乏しく農地には適さない地域であり、江戸末期まではほとんど集落のない原野であった。しかし明治政府の殖産興業政策により、1885年（明治18年）に日本三大疏水の一つに数えられる那須疏水が開削され、那珂川の上流域から水が導水されたことで用水の確保に目処が立ち、これが開拓を進める大きなきっかけとなる。その後も幾つかの困難はあったものの、地道な除礫や土壌改良、井戸掘削技術の向上や揚水ポンプの普及もあって、那須野が原の広大な荒地は灌漑され、緑豊かな農業生産地、酪農地となった。現在は酪農・米産で県内一の生産高を誇っている。

## ギャラリー

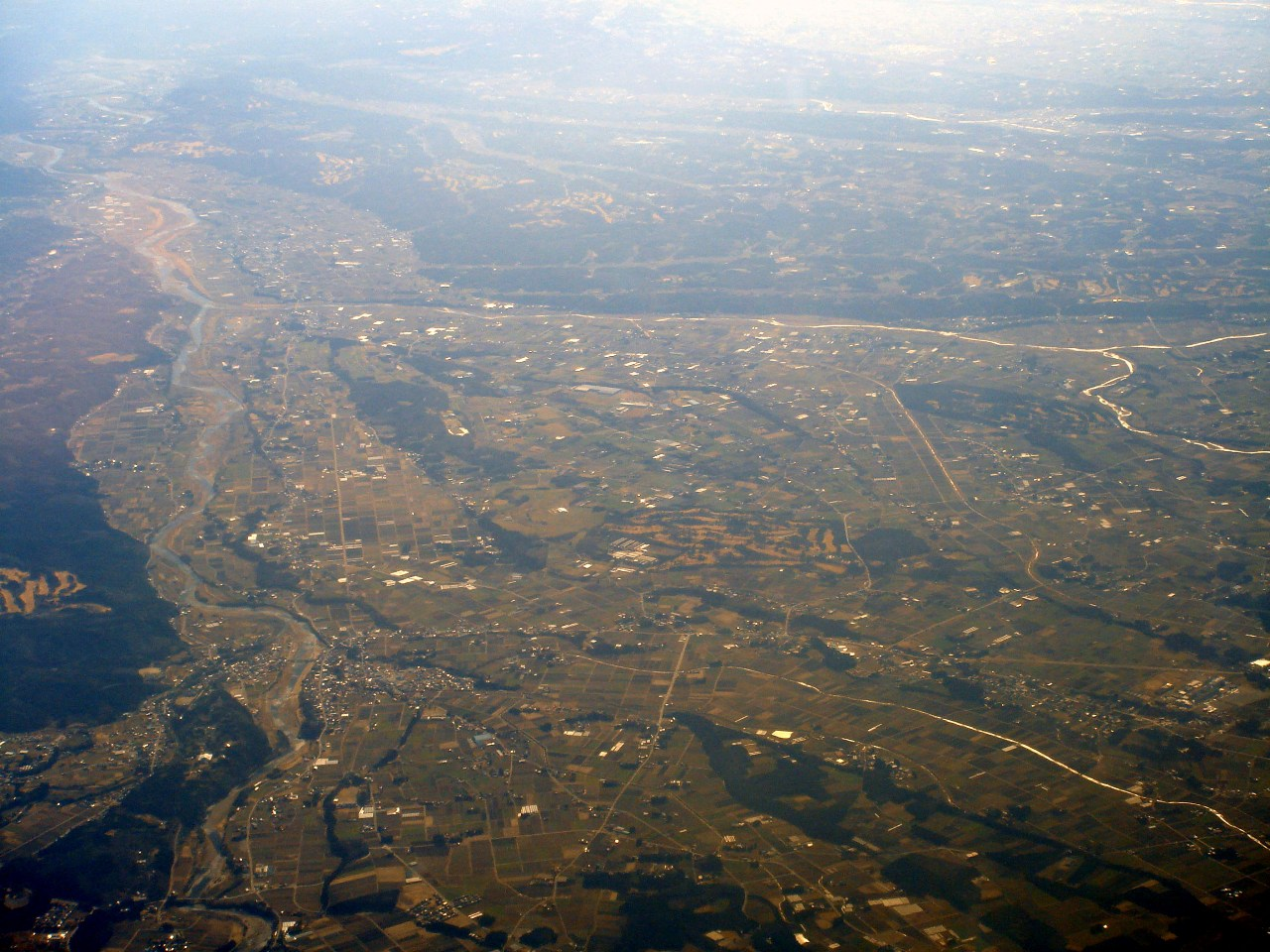
那須野が原南部那珂川、箒川合流部付近。 解説付き画像はこちら
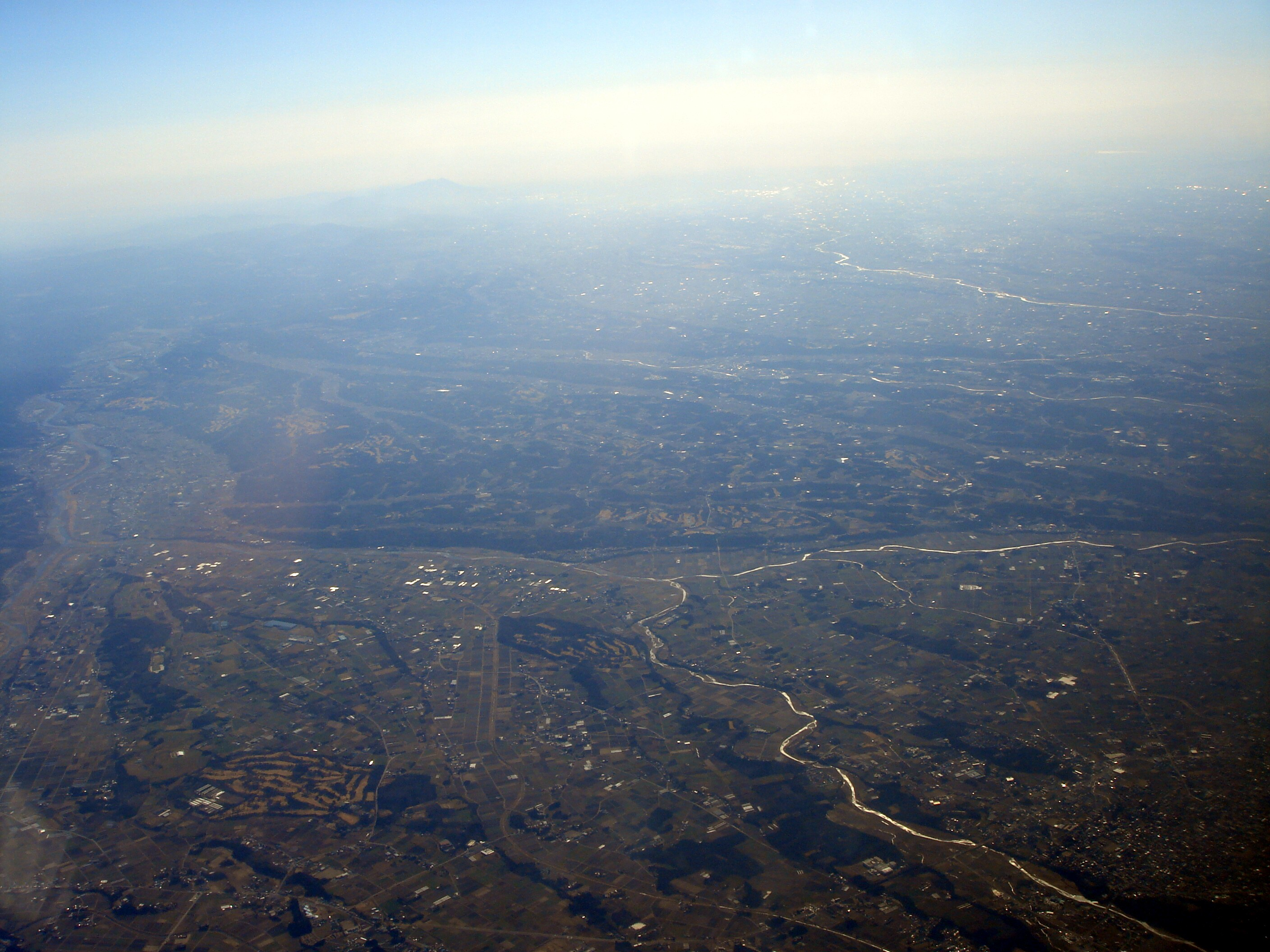
那須野が原箒川、蛇尾川合流部付近。奥に鬼怒川、筑波山 解説付き画像はこちら
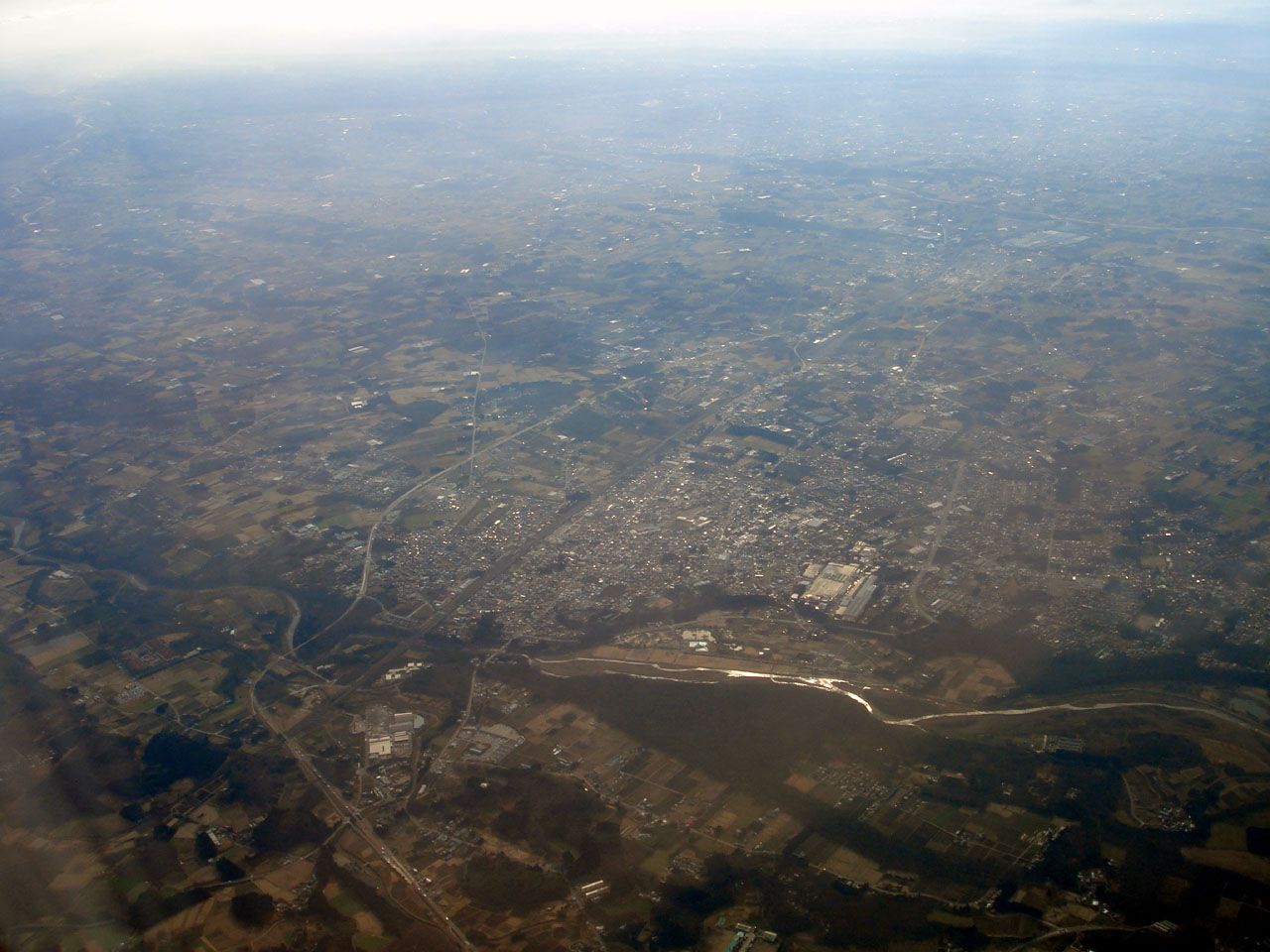
黒磯市街そばを流れる那珂川と那須野が原扇状地扇央部。 解説付き画像はこちら
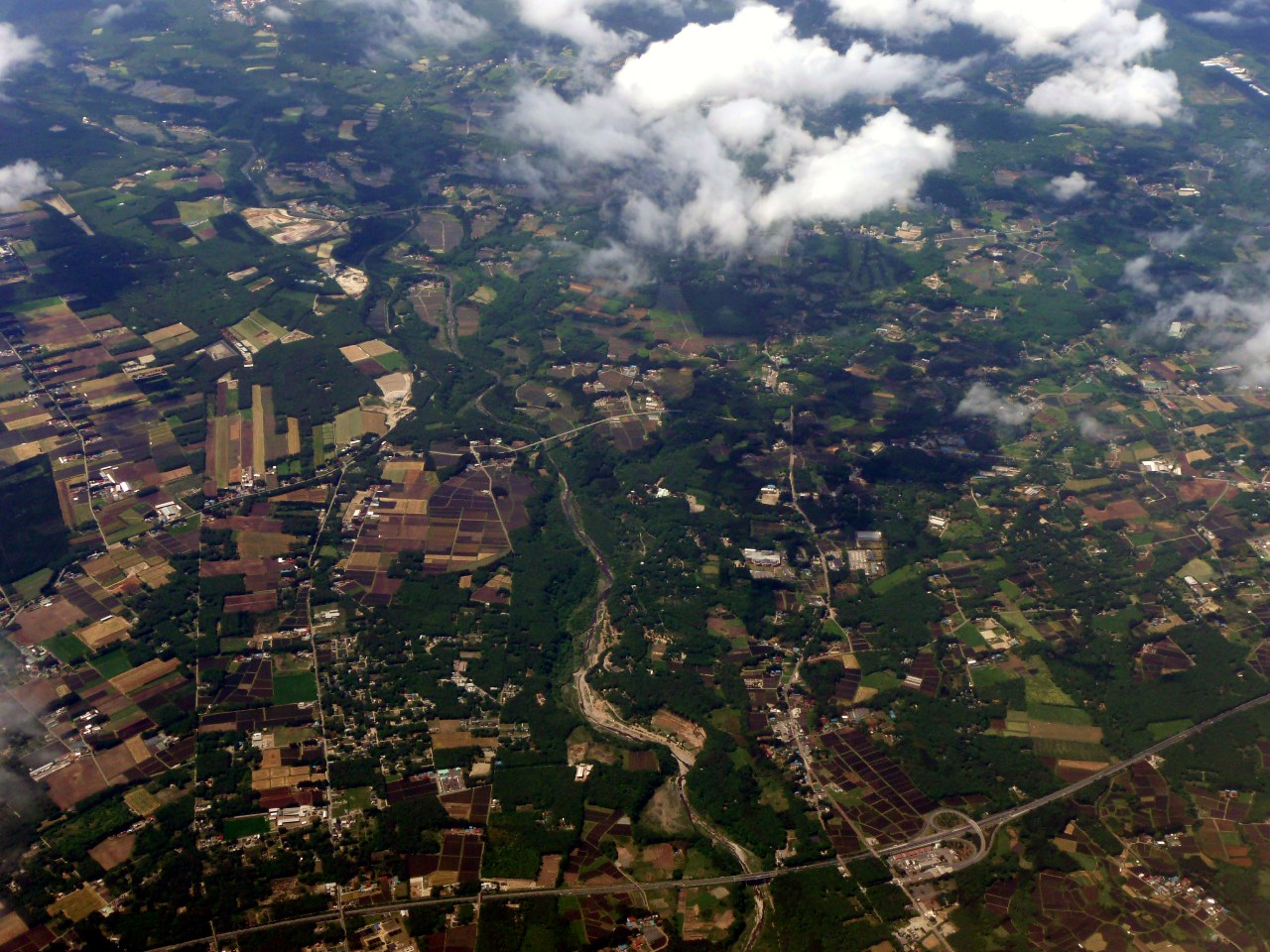
那須インターチェンジそばを流れる那珂川。那須野が原扇状地扇頂部に近い。
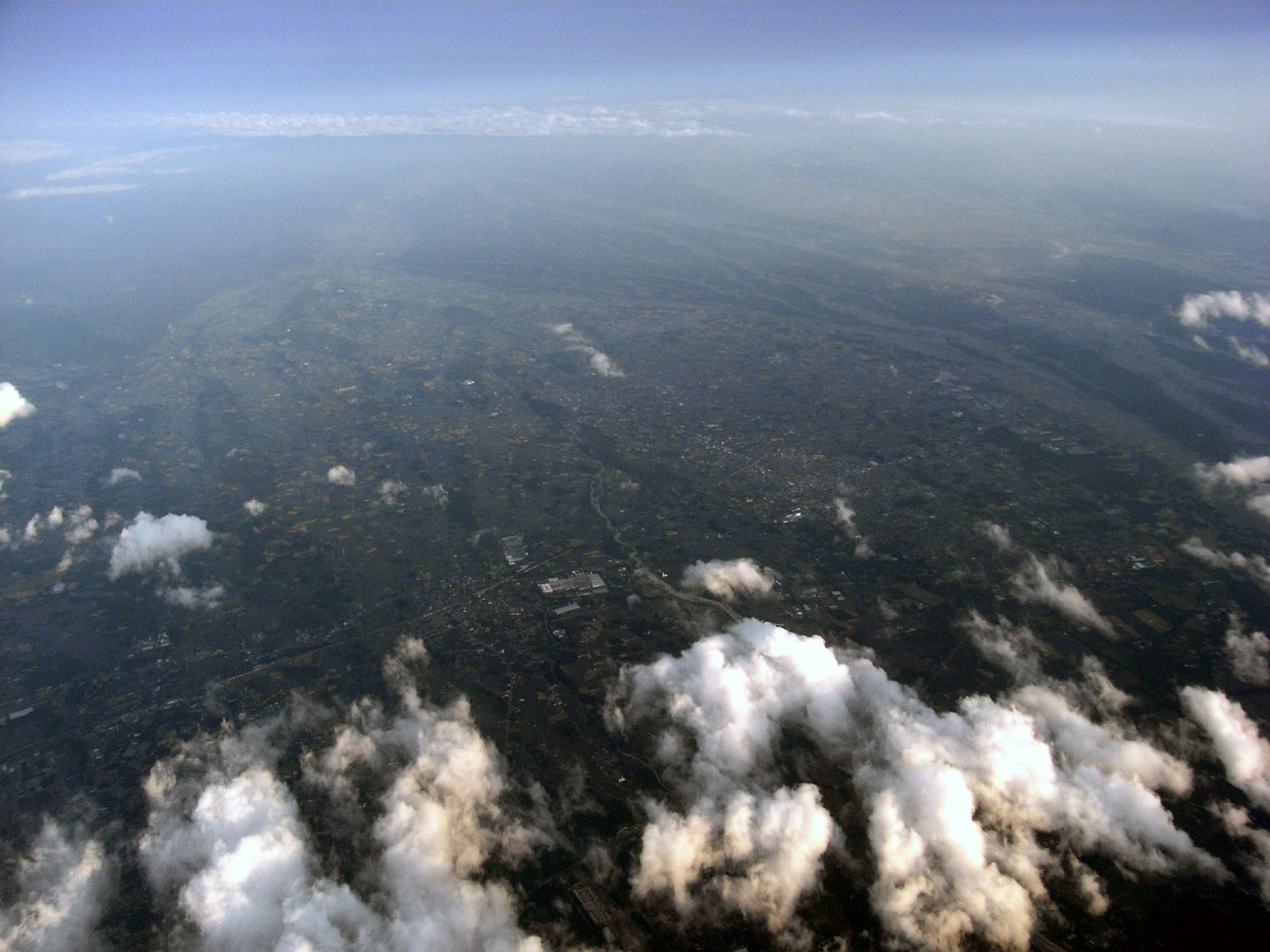
木の葉状の那須野が原扇状地の東北本線、国道4号より南側を望む。
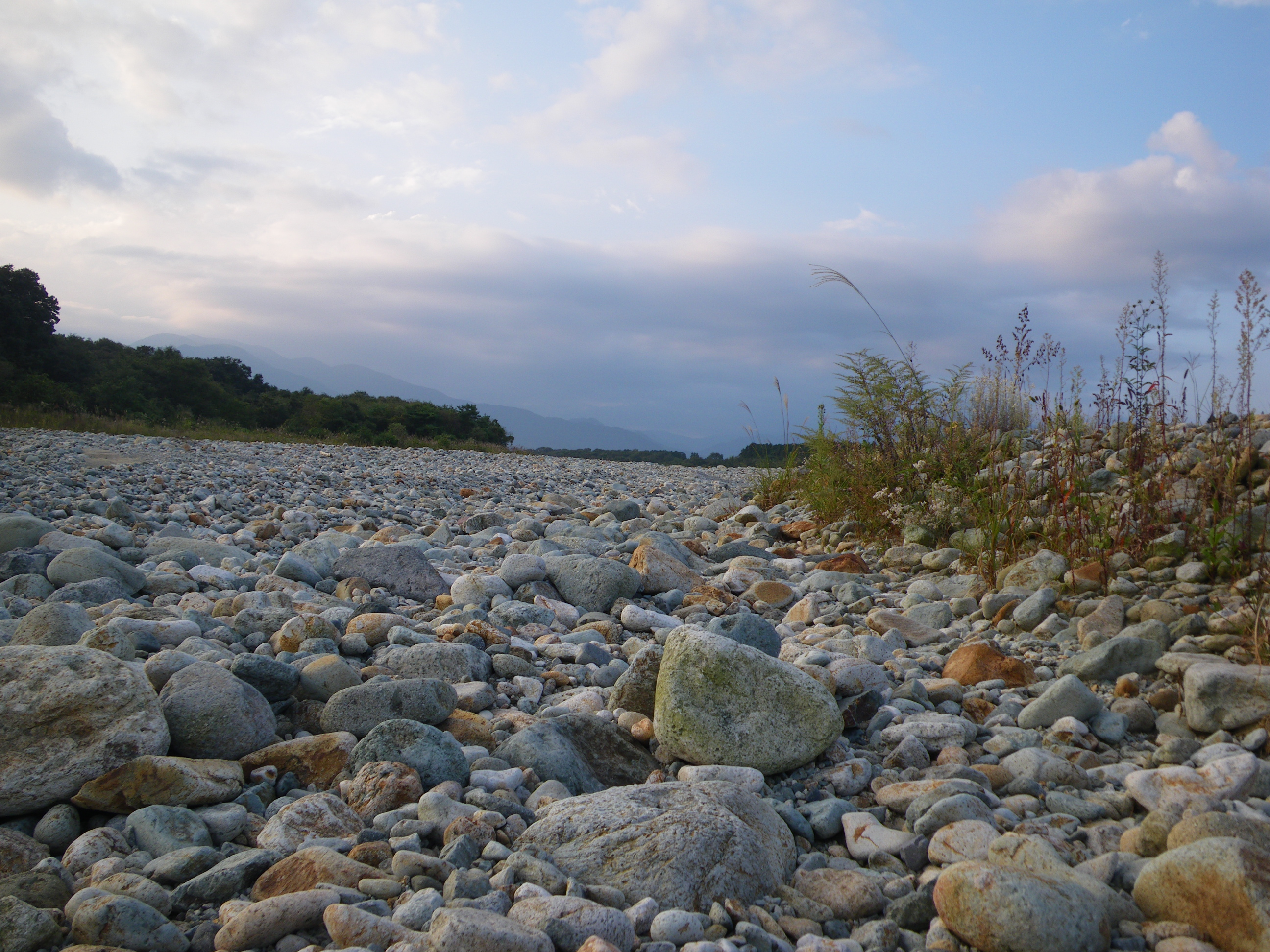
那須野が原では伏流し水無川となる蛇尾川の川原。